# Мурас
Мурас (гал. Muras, ісп. Muras) — муніципалітет в Іспанії, у складі автономної спільноти Галісія, у провінції Луго. Населення — 830 осіб (2009).
Муніципалітет розташований на відстані близько 480 км на північний захід від Мадрида, 50 км на північ від Луго.
Муніципалітет складається з таких паррокій: Амбосорес, А-Бальса, О-Бурго, Ірішоа, Мурас, Сілан, О-Сісто, О-Вівейро.

## Демографія
Динаміка населення (INE ):

## Галерея зображень

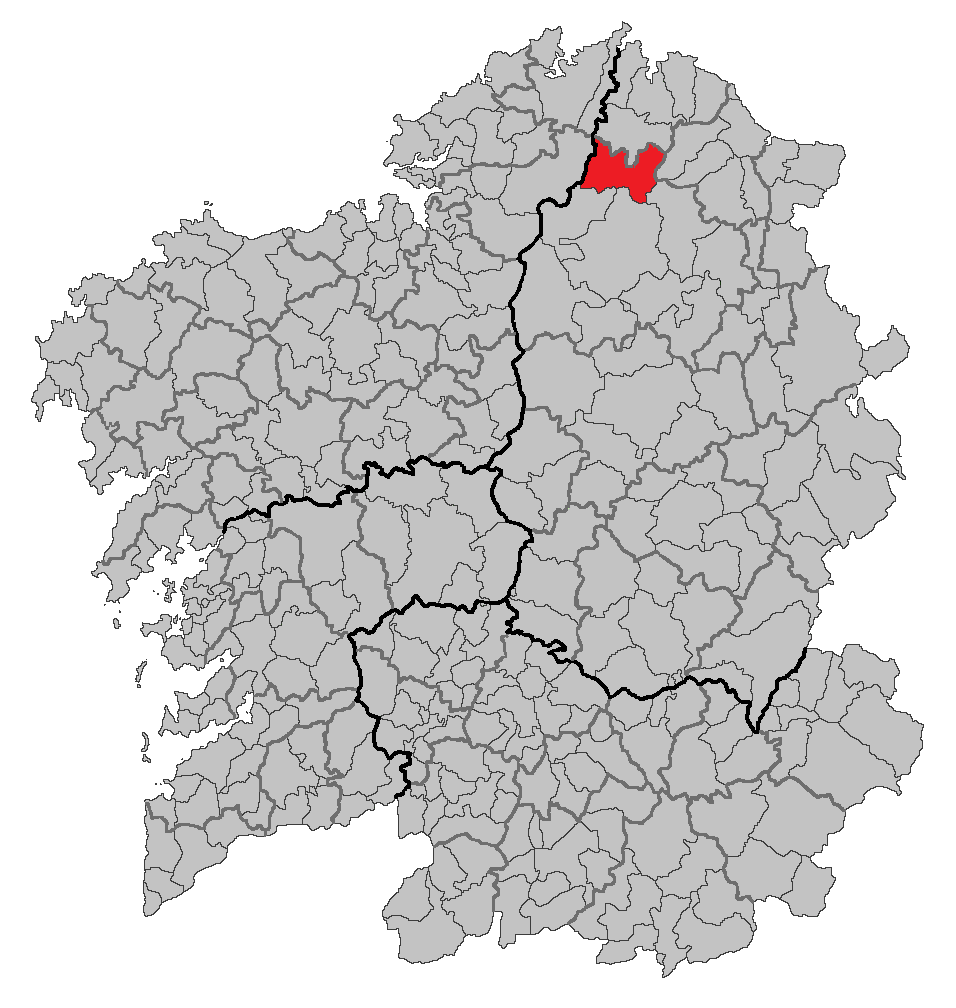
Розташування муніципалітету

## Парафії
Муніципалітет складається з таких парафій: 

## Релігія
Мурас входить до складу Лугоської діоцезії Католицької церкви.